# Passion and the Opera
"Passion and the Opera" is een promotiesingle van Nightwish' album Oceanborn. De single werd geleverd in een kartonnen hoesje.

## Tracklijst
1. "Passion and the Opera" (single edit)
2. "Sacrament of Wilderness"